# Lý ngư vọng nguyệt

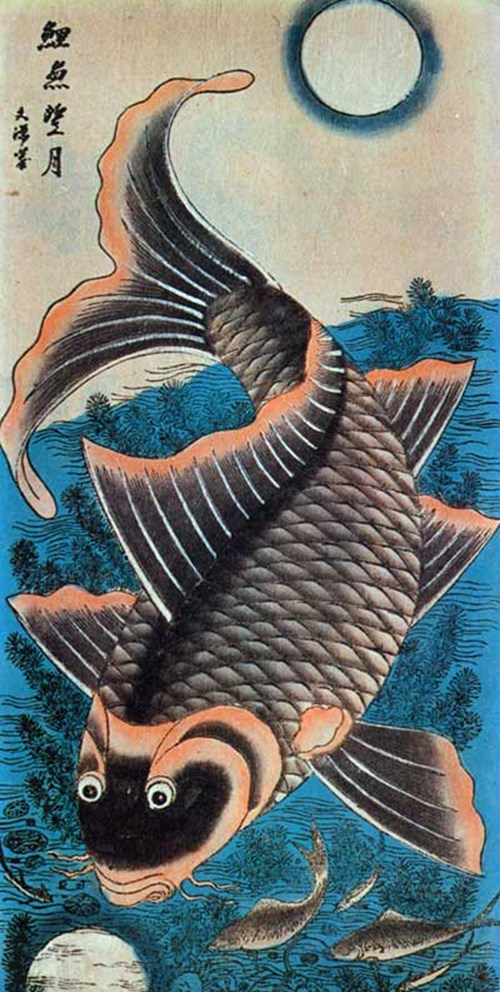
Lý ngư vọng nguyệt

Lý ngư vọng nguyệt (chữ Hán: 鯉魚望月), dịch ra chữ Quốc ngữ là Cá chép trông trăng, là một bức tranh dân gian Hàng Trống nổi tiếng.
Bức tranh mô tả một con cá chép đang ngắm nhìn hình ảnh bóng trăng dưới đáy nước. Hình tượng cá chép trong tranh kết hợp với một hình tượng qui ước làm nên tính minh triết của bức tranh. Cá chép là loài cá nước ngọt phổ biến và gắn liền với truyền thuyết "cá chép vượt Vũ Môn hóa rồng". Do đó nó được lựa chọn làm biểu tượng cho ý thức vươn lên, vượt mọi khó khăn thử thách trong cuộc sống. Tuy nhiên ở đây ta có thể thấy được rằng " Lý ngư " trong tranh đang nhìn vào ảo ảnh dưới nước của trăng , điều này đặt ra cho người xem nhiều nghi vấn vì tại sao lại để một biểu tượng cho việc vươn lên giữa khó khăn hoạn nạn lại soi bóng hình  huyễn hoặc mà không phải là bản thể chính?. Phải chăng nó ngụ ý cho việc  "nỗ lực ảo" ?  Hay đại diện những ước mơ được xem là không thể và  rồi bị vùi dập?  Đến nay vẫn chưa có lời giải đáp nhưng dù gì đi nữa bức tranh vẫn là một tuyệt tác dân gian xứng đáng lưu giữ đến hiện tại.